# آدم لیاییچ
آدام لیاییچ (سیریلیک صربی: Адем Љајић؛ زاده ۲۹ سپتامبر ۱۹۹۱) بازیکن فوتبال اهل صربستان است.

## تیم ملی
وی همچنین در تیم ملی فوتبال صربستان بازی کرده‌است.